# Cabell County
Cabell County är ett county i västra delen av delstaten West Virginia, USA. Den administrativa huvudorten (county seat) är Huntington. Countyt har fått sitt namn efter Virginias guvernör William H. Cabell mellan åren 1805-08.

## Geografi
Enligt United States Census Bureau har countyt en total area på 746 km². 730 km² av den arean är land och 16 km² är vatten. 

### Angränsande countyn
- Mason County - nordost
- Putnam County - öst
- Lincoln County - i sydost
- Wayne County - sydväst
- Lawrence County, Ohio - väst
- Gallia County, Ohio - nord

### Städer och samhällen
- Barboursville
- Huntington (delvis i Wayne County)
- Milton